# Grammia ornata
Grammia ornata är en fjärilsart som beskrevs av Alpheus Spring Packard 1864. Grammia ornata ingår i släktet Grammia och familjen björnspinnare. Inga underarter finns listade i Catalogue of Life.